# Castelmaurou
Castelmaurou este o comună în departamentul Haute-Garonne din sudul Franței. În 2009 avea o populație de 3.576 de locuitori.

## Evoluția populației
| An        | 1975  | 1982  | 1990  | 1999  | 2006  | 2009  |
| --------- | ----- | ----- | ----- | ----- | ----- | ----- |
| Populație | 1.458 | 1.611 | 2.849 | 3.261 | 3.373 | 3.576 |